# Actuació educativa d'èxit

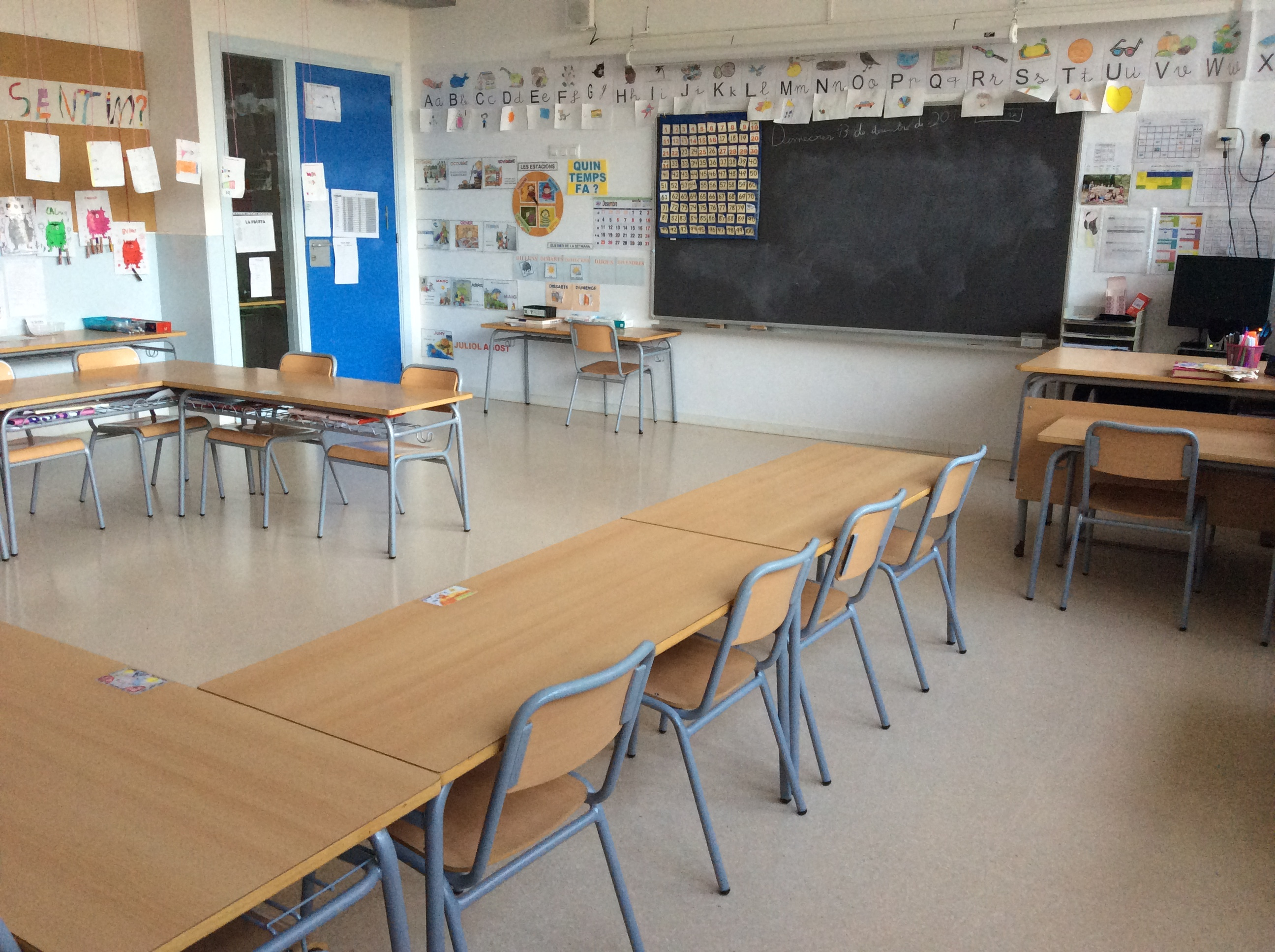
Aula

L'Actuació educativa d'èxit (AEE) és una eina eficaç de participació i treball coordinat entre diferents agents de la comunitat: mestres, famílies, voluntaris, entre d'altres que permeten una organització dels espais i interaccions d'aprenentatge encaminats a aconseguir el màxim aprenentatge. Alguns exemples serien els grups interactius, les tertúlies literàries dialògiques, entre d'altres. D'aquesta manera, superen les pràctiques que tendeixen a agrupar l'alumnat per nivells, creant oportunitats d'aprenentatge desiguals, que reforcen desigualtats prèvies. En la mesura que ofereixen una educació igualitària, d'altes expectatives i d'interaccions riques en oportunitats d'aprenentatge per a tots i totes, les comunitats d'aprenentatge desenvolupen un model d'escola inclusiva.
Les AEE sorgeixen com a resultat de l'única investigació en ciències socioeconòmiques i humanitats que va ser inclosa en el llistat de la Comissió Europea de 10 exemples d'investigació d'èxit en Europa. Aquesta investigació va ser INCLUD-ED, Strategies for inclusion and social cohesion in Europe from education (2006 - 2011) dins del 6è Framework Programme de la Comissió Europea.

## Objectius
- Reduir el fracàs escolar i l'abandonament escolar primerenc.
- Generar unes millors expectatives als alumnats, la seva convivència i els seus valors.
- Aconseguir una educació més inclusiva, sobretot incloent els alumnes amb discapacitats o necessitats especials.
- Superar aquelles actuacions educatives que generen desigualtats i promoure la cohesió social.
- Aconseguir els màxims resultats possibles segons el context que s'apliquin.[1]

## Principals impulsors

### Includ-ed
Projecte integrat dels programes Marc de recerca de la Comissió Europea sobre l'educació escolar. Es tracta de la investigació de més recursos i més rang científic dels programes Marc. El principal objectiu del projecte és identificar les estratègies educatives que contribueixen a superar les desigualtats i l'exclusió i fomentar la cohesió social. La investigació se centra principalment en els grups més vulnerables: dones, immigrants, minories culturals, joves i persones amb discapacitat.
L'equip de recerca està format per quinze institucions europees de catorze països dels Estats membres. D'acord amb la investigació de la comunitat científica internacional, es tracta d'un equip interdisciplinari. Per primera vegada un centre de recerca espanyol, la Universitat de Barcelona, coordina un projecte d'aquestes característiques en l'àmbit de les ciències socials.
Segons (Flecha, 2014) els objectius que té aquesta investigació són els següents:
- Analitzar les característiques del sistema educatiu i les reformes escolars que generen alts índexs d'exclusió social i educativa.
- Analitzar els components de les activitats educatives que estan fent incrementar aquests índexs d'exclusió social, i les que les estan fent decréixer.
- Estudiar com l'exclusió educativa afecta els diferents aspectes de la societat com per exemple: sanitat, feina, llar i participació política i quins tipus de provisions educatives contribueixen en ells.
- Investigar com l'exclusió educativa afecta a diferents sectors socials particularment en els grups més vulnerables com: les dones, els joves, els immigrants, i persones amb dificultats.
- Analitzar les intervencions que combinen política educativa amb altres àrees de política social i identificar quines estan incrementant la cohesió social i quines l'exclusió a Europa.
- Estudiar comunitats involucrades en projectes d'aprenentatge que han desenvolupat integració social i intervencions educatives que contribueixen a reduir les desigualtats socials.[3]

### Comunitats d'aprenentatge (CA)
D'acord amb (ELBOJ et al., 2002) és un projecte format per un conjunt d'actuacions d'èxit dirigides a la transformació social i educativa. Segons (AUBERT et al., 2008) aquest model educatiu ja està en consonància amb el que, les teories més referenciades en l'àmbit internacional destaquen sobre quins són els factors més importants en l'aprenentatge actual de la societat: les interaccions i la comunitat. És un model basat amb l'aprenentatge dialògic que implica a tots els agents educatius de l'entorn que de manera directa o indirecta influeixen en l'aprenentatge i el desenvolupament dels estudiants; incloent-hi el professorat, familiars, amics i amigues, veïns i veïnes, membres d'associacions i organitzacions, persones voluntàries, etc. Aquesta implicació de tota la comunitat en l'educació escolar i la participació en les aules, fa referència al concepte de zona de desenvolupament pròxim de Vygotsky (1979), que no limita la guia adulta que és necessària per aprendre, a la guia oferida per persones expertes.
Totes les activitats que es duen a terme a les Comunitats d'Aprenentatge tenen com a objectiu la transformació a múltiples nivells: 
- Transformació del context d'aprenentatge.
- Transformació dels nivells previs de coneixement.
- Transformació de les expectatives.
- Transformació de les relacions entre família i escola, de les relacions socials a les aules, al centre educatiu i en la comunitat.
- Transformació igualitària de la societat.

Les CA, aconsegueixen transformar el context i l'aprenentatge de tots els i les estudiants, augmentant el rendiment acadèmic i millorant la convivència a les aules, dels centres educatius i els barris.

## Activitats d'actuació educativa d'èxit

### Grups interactius
Es tracta d'una agrupació heterogènia dels estudiants i la inclusió de diferents persones adultes voluntàries de la comunitat a l'aula (Valls & Kyriakides, 2013), on predominen les interaccions dialògiques basades en un diàleg igualitari, i s'obté un major impacte en la majoria dels resultats acadèmics (Oliver & Gatt, 2010).
Per una banda, a l'incloure la participació del voluntariat, ex / alumnes, familiars i persones de la comunitat que actuen com a dinamitzadors de les interaccions, s'aconsegueix diversificar i multiplicar les interaccions, alhora que augmenta el temps de treball efectiu. Així, eviten la segregació de l'alumnat d'acord amb els seus nivells d'aprenentatge o les seves capacitats.
D'altra banda, aquesta diversitat entre els diferents alumnes és un factor positiu, ja que segons els estudis, la solidaritat de les interaccions entre els estudiants i persones adultes voluntàries permet establir diàlegs profunds i crítics en l'aprenentatge instrumental que acreixen el grau d'aprenentatge de totes les persones que participen (Elboj & Niemelä, 2010) i en conseqüència tots els estudiants troben el suport que necessiten realitzant activitats amb altres persones que tenen habilitats diferents de les seves.

### Biblioteca tutoritzada
L'objectiu és dinamitzar i flexibilitzar la biblioteca. S'obre les portes als membres de la comunitat perquè els nens gaudeixin de les seves possibilitats amb els seus parells, familiars, voluntariat i altres persones de l'entorn. Es dur a terme en molts centres educatius en els quals estan participant persones adultes de la comunitat en el qual comenten i llegeixen juntament amb els nens, els ajuden a cercar informació en obres de referència, escriuen resums i crítiques del que han llegit, preparen representacions dels llibres i contes que llegeixen i fins i tot, a la mateixa biblioteca, es crea un espai per realitzar representacions teatrals.
No només suposen l'obertura a la comunitat, sinó que també l'organització d'aquests espais de manera que augmentin les interaccions entre els alumnes per incrementar l'aprenentatge instrumental. També, cal esmentar que els estudiants quan treballen sols a la biblioteca assoleixen menys coneixements que el que poden arribar a assolir amb l'ajuda d'altres persones.

### Tertúlies literàries dialògiques
Consisteixen en el fet de crear un grup de persones que es reuneixi periòdicament al voltant d'un llibre per a reflexionar i dialogar a partir d'ell. D'acord amb (Aguilar et al., 2010) durant aquesta activitat l'alumnat comparteix les idees suggerides per la lectura en un espai de diàleg on es reflexiona sobre el que s'ha llegit. La creació de significats, la comprensió i l'aprenentatge s'intensifiquen mitjançant les interaccions que es creen entre els participants.
Es tractaria d'un projecte educacional que promou la literatura i la cultura. Algunes avantatges podrien ser el fet de no qüestionar la capacitat de l'aprenentatge i lectura, que tingui cada subjecte; trobant així un espai on poder desenvolupar el seu potencial per aprendre i superar barreres tot comprovant que realment són capaços d'assolir-ho.
Investigacions han demostrat que aquesta lectura combinada podria millorar les habilitats d'alfabetització dels nens i nenes en acolliment familiar a més de fer una lectura molt més agradable per als més joves. Considerat també un procediment per a accelerar la lectura en diferents etapes; la lectura paritària incorpora activitats com la lectura individual de qualsevol text o fragment, i posteriorment una segona lectura amb una altra persona o company; per a poder comentar-ho i aprendre de cada una de les aportacions fetes.

### Participació educativa de la comunitat
Segons les investigacions de (Harris, Jamison i Trujillo, 2008) apunten que el treball amb les famílies i la introducció de programes de participació voluntària de les famílies i la comunitat en general, tenen una incidència directa en els nens i nenes i els seus resultats acadèmics.
En la concepció de participació guiada, Rogoff descriu que les persones adultes, en aquesta interacció, han de guiar la participació dels alumnes en activitats que siguin rellevants i ajudar-los, al mateix temps, a comprendre les situacions que succeeixen, estructurant els intents de resolució de problemes i donant-los el suport que sigui necessari.
Estudis com el de Harris et al. (2008) demostren que és molt important la implicació dels mateixos familiars dels alumnes en el centre educatiu i la participació en les diferents activitats que es duen a terme en aquest, per poder superar el fracàs escolar i millorar, alhora, la convivència.
Existeixen diferents participacions: la participació en les aules i espais d'aprenentatge, la participació en el curri- culum i avaluació, la participació en els processos de presa de decisions i la formació de familiars (Flecha, García, Gómez i Latorre, 2009).

### Formació pedagògica dialògica
Coneguda també com a formació dialògica del professorat, és considerada una de les actuacions educatives d'èxit reconegudes i avalades per la comunitat científica.
Per poder aplicar les actuacions educatives d'èxit, el professorat ha de mantenir una formació específica i permanent amb l'objectiu d'elaborar i construir un pensament crític de la informació i de les pràctiques educatives que generen més èxit. Es tracta d'un model educatiu que està d'acord amb les teories científiques en l'àmbit internacional, que consideren les interaccions i la participació de la comunitat com a factors elementals per a l'aprenentatge en la nostra societat.
Pel que fa a l'educació, és necessari passar de les ocurrències a aquelles evidències que avalen la millora dels resultats educatius. Per aconseguir-ho, cal anar directament a les fonts teòriques més rellevants en l'àmbit internacional, als resultats de les investigacions de més alt nivell en educació i a les publicacions en les revistes de rànquing. Per poder incorporar les actuacions educatives d'èxit a l'aula, el professorat ha de poder argumentar sobre la seva pràctica i distingir entre opinions i coneixements científics.
La formació pedagògica dialògica es fa a través de tertúlies pedagògiques dialògiques. En aquestes tertúlies intervenen persones diverses implicades en l'educació dels infants, com ara professorat, assessors/es i orientadors/es. L'aspecte fonamental és que aquests espais de formació estiguin dirigits a tractar temes educatius de rellevància per a la millora educativa del centre. Prèviament a la trobada el dia de la tertúlia, les persones participants hauran llegit l'article o el llibre acordat. De fet, les tertúlies pedagògiques dialògiques es coneixen també com a “seminaris amb el llibre a la mà” i permeten evitar una pràctica que ha estat recurrent en educació: parlar i escriure sobre allò que no s'ha llegit, donant lloc a interpretacions apòcrifes de les aportacions teòriques i a ocurrències relacionades amb les pràctiques educatives. Les persones participants comparteixen paràgrafs específics de l'article o llibre llegit i elaboren una reflexió sobre la manera en què aquelles aportacions es poden aplicar a les seves aules i escoles. És important, doncs, recórrer sempre a les fonts originals dels autors/es més reconeguts en l'àmbit educatiu, així com a les evidències aportades per les recerques de màxim nivell científic i publicades en revistes acadèmiques reconegudes per la comunitat científica internacional.
La formació pedagògica dialògica es basa en els principis de l'aprenentatge dialògic, que fan referència als següents elements:
- Diàleg igualitari: on la rellevància la tenen els arguments i no la posició de poder de la persona que intervé.
- Intel·ligència cultural: no només es valora el coneixement acadèmic, sinó també la capacitat comunicativa que tenen totes les persones.
- Transformació: sempre s'ha de tenir la mirada de transformar les dificultats en oportunitats.
- Dimensió instrumental: a més de crear coneixement, les explicacions realitzades i les aportacions rebudes consoliden aquests coneixements i creen una curiositat epistemològica.
- Creació de sentit: la finalitat és connectar teoria i pràctica per millorar l'educació de l'alumnat.
- Solidaritat: tothom té veu i tothom aprèn.
- Igualtat de les diferències: implica el dret de tothom a accedir i crear coneixement.

Com funciona una tertúlia pedagògica dialògica:
1. Prèviament a la sessió, es consensua una lectura i es llegeix. Cada persona participant escollirà els paràgrafs de la lectura dels quals vol compartir la seva reflexió sobre la manera en què es poden posar en pràctica les aportacions.
2. A l'inici, s'escollirà una persona que s'encarregarà de fer de moderadora durant la sessió. Si fos necessari, recordarà les normes bàsiques de funcionament. La seva funció principal és moderar el diàleg perquè es respecti el torn de paraula.
3. Durant la sessió, les persones participants podran compartir amb la resta del grup el paràgraf seleccionat i establir una cadena de diàlegs.

### Model dialògic de prevenció i resolució de conflictes
Es comprèn com un mitjà per promoure interaccions humanes dirigides a transformar el context escolar a través de les interaccions que mantenen entre si per a la construcció de nous significats quan decideixen emprendre projectes conjunts.
La transformació de cada subjecte va orientada a ensenyar i aprendre el resultat de les seves múltiples interaccions solidàries amb els altres, on les seves accions i opcions són vàlides i tenen cabuda a l'escola, si són justificades des de pretensions de validesa.
Aquest model dinamitza les creences que porta el professorat i tots els implicats en un procés educatiu, al mateix temps que orienta cada una de les accions pràctiques que es realitzen.
D'aquesta manera comprenen l'educació com un procés que els involucra i els dona protagonisme, i que no és només la responsabilitat de la comunitat educativa, sinó de tota la comunitat, fins a les accions més quotidianes del treball pedagògic a la classe i fora d'ella on tota la comunitat participa col·laborant solidàriament, prevenint i evitant l'exclusió social.

### Formació de familiars
Els centres educatius obren les portes a les famílies formant-les i intenten satisfer les seves necessitats d'aprenentatge mitjançant les actuacions educatives d'èxit. S'ha posat de manifest que la formació de familiars respon a les necessitats de les famílies i s'organitza d'acord amb les seves demandes. Les persones participants són protagonistes del seu propi aprenentatge. Aquesta formació augmenta la motivació de l'alumnat per l'aprenentatge i les possibilitats formatives de les famílies. El col·lectiu més representatiu en aquest tipus de participació és el de les dones àrabs o dones gitanes. Això apunta a un avanç per a la superació dels estereotips de gènere.